# The Bulletin
The Bulletin é uma descontinuada revista semanal australiana que foi publicada em Sydney de 1880 até janeiro de 2008. Teve influência na cultura e política australiana de cerca de 1890 até a Primeira Guerra Mundial, o período quando era identificada com a "escola Bulletin" da literatura australiana. Sua influência após esse período declinou rapidamente. Nos anos 1960, foi revivida como uma revista moderna. A última edição foi publicada em 23 de janeiro de 2008.